# كيف أصبحت غبيا (كتاب)
كيف أصبحتُ غبيّاً  (بالفرنسية: Comment je suis devenu stupide)‏ هي رواية فلسفية ساخرة من تأليف الكاتب الفرنسي مارتن باج. وهي أولى أعماله نُشرت في 2001 عن شركة Le Dilettante. فاز الكتاب بجائزة أدب المدارس، وهي جائزة يمنحها طلاب المدارس البلجيكية والألمانية والهولندية. وترجم إلى اللغة العربية وصدر عن المركز الثقافي العربي عام 2013، إضافة لترجمته إلى 24 لغة أخرى.

## ملخص القصة
يحكي الكتاب قصة الشاب أنطوان وهو شاب ذكي جداً دائماً ما يتناقش هو وأصدقاؤه حول الأمور الفلسفية والعلوم في مقهى يجتمعون فيه، إلا أن ذكاءه أعياه وانتهى إلى القبول بالحقيقة المرعبة وهي أن عقله هو سبب شقائه. فقرر أن يُصبح غبياً ليعيش بسلام. وكانت أولى خطواته نحو الغباء هي أن يشرب الكحول لكنه لا يُفلح، وتأتي الإسعاف وتحمله للمشفى جرّاء تسمم كحولي. فيقرر الانتحار ويأخذ دروساً عنه، ولكنه يتراجع عند آخر لحظة، وهو يدرك الآن أنه لا يرغب بالعيش، ولكن أيضاً لا يريد الموت! ثم يذهب لطبيبٍ فيعطيه أقراصاً مُهدّئة تمنعه كثرة التفكير. وأخيراً يقرر أن يصبح سمساراً بمساعدة صديق قديم كان يدرس معه، فيعيش حياةً مليئة باللهو والترف والغباء، وفي كل مرة يفكر بالعودة لماضيه يقتله بتلك الحبات. ويستمر إلى هذا الحال حتى يشفق عليه أصدقاؤه القُدامى فيعملون على إخراجه من حياته الجديدة، فيستجيب لهم ويعود لروتينه القديم ويقابل فتاة بمثل تفكيره ويفتحان معاً صفحة جديدة.

## آراء القُرّاء
بشكل عام فقد كانت الآراء حول الكتاب متضاربة ومُتباينة. وحصل على تقييم 3.4 في موقع goodreads وقالت صحيفة لو نوفيل أوبسرفاتور عن الكتاب: 